# Gilbert Plass
Gilbert Norman Plass (* 22. März 1920 in Toronto, Ontario; † 2. März 2004) war ein kanadischer Physiker, der die meiste Zeit seines Lebens in den Vereinigten Staaten lebte. Er graduierte 1941 an der Harvard University und promovierte 1947 in Physik an der Princeton University. Später wurde er ein Professor an der Texas A&M University. Seit 1956 beschäftigte er sich mit den Effekten von Kohlendioxid als Treibhausgas. Er berechnete damals, dass eine Verdopplung der CO2-Konzentration (Klimasensitivität) zu einer Erwärmung von 3,6 °C führe. Heute geht man von Werten zwischen 2 und 4,5 °C aus. 

## Publikationen
- Plass, G.N. (1947): Black Body Radiation in the Theory of Action at a Distance, bibcode:1947PhDT.........6P (Dissertation)
- Plass, G.N. (1956): Infrared Radiation in the Atmosphere, in: American Journal of Physics, Vol. 24, S. 303–321, bibcode:1956AmJPh..24..303P
- Plass, G.N. (1956): The Influence of the 15µ Band on the Atmospheric Infra-Red Cooling Rate, in: Quarterly Journal of the Royal Meteorological Society, Vol. 82, S. 310–329, doi:10.1002/qj.49708235307
- Plass, G.N. (1956): The influence of the 9.6 micron ozone band on the atmospheric infra-red cooling rate, in: Quarterly J. of the Royal Meteorological Society, Vol. 82, S. 30–44, doi:10.1002/qj.49708235104
- Plass, G.N. (1956): Carbon Dioxide and the Climate, in: American Scientist, Vol. 44, S. 302–316
- Plass, G.N. (1956): Effect of Carbon Dioxide Variations on Climate, in: American Journal of Physics, Vol. 24, S. 376–387, online
- Plass, G.N. (1959): Carbon Dioxide and Climate, in: Scientific American, S. 41–47

Eine Liste weiterer Publikationen.
| Personendaten    | Personendaten                              |
| ---------------- | ------------------------------------------ |
| NAME             | Plass, Gilbert                             |
| ALTERNATIVNAMEN  | Plass, Gilbert Norman (vollständiger Name) |
| KURZBESCHREIBUNG | kanadischer Physiker                       |
| GEBURTSDATUM     | 22. März 1920                              |
| GEBURTSORT       | Toronto, Ontario                           |
| STERBEDATUM      | 2. März 2004                               |